# Лепрекон

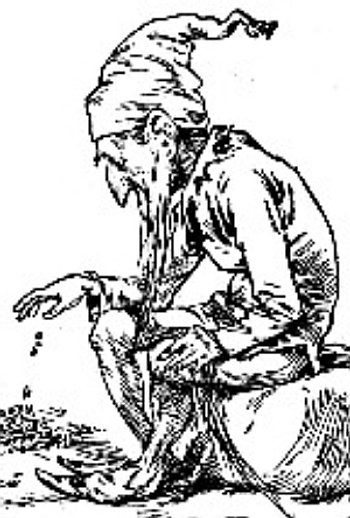
Лепрекон. Гравюра 1900 года

Лепреко́н (ирл. leipreachán, англ. leprechaun) — персонаж ирландского фольклора; волшебник, исполняющий желания, традиционно изображаемый в виде небольшого коренастого человечка. Цвет одежды лепрекона зависит от местности, однако массовой культуре XX и XXI веков лепреконов обычно изображают одетыми во всё зелёное.

## Этимология названия
Название происходит, скорее всего, от ирландского leipreachán (luchrupán, luchorpán). Один из вариантов произношения, leithbrágan, происходит от словосочетания «левый башмак» и связывается с классическим изображением лепрекона, на котором он чинит один из ботинков.

## Внешность

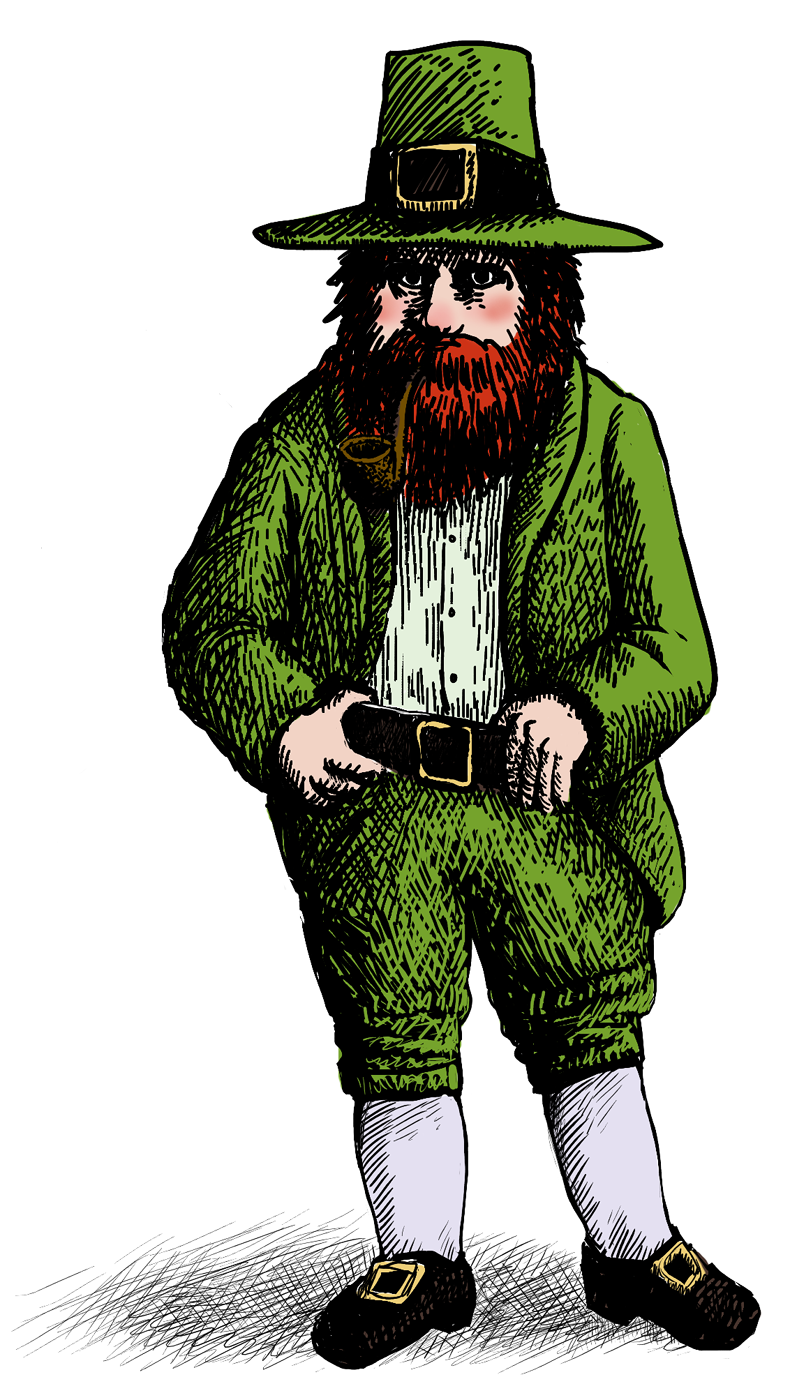
Современное изображение Лепрекона, сложившееся и обретшее популярность в XX веке.

Как и другие мифические существа ирландского фольклора, связывается с Племенами богини Дану. Лепреконы имеют вид не маленьких (выше детей) людей преклонного возраста. Размеры лепреконов, описываемые в преданиях, с приходом христианства уменьшились, как и сама их важность. Как непременный атрибут лепреконов нередко упоминается горшочек с золотом, который они всегда носят с собой, и их постоянная сонливость.

## Упоминания

### Ранние
Одно из самых ранних упоминаний лепреконов — «Путешествие Фергуса, сына Лети»; Фергус засыпает на пляже у моря и просыпается оттого, что его тащат три lúchorpáin. Он хватает их, и они за свободу исполняют три его желания.
Согласно Уильяму Батлеру Йейтсу, главные богатства у лепреконов остались со времён древних войн. Согласно Маканалли, лепрекон — сын выродившейся фейри и злого духа, сам по себе и не добрый, и не злой.

### Современные
В Ирландии образ лепрекона используется для рекламы туризма по стране. В честь лепреконов и Дня святого Патрика был открыт самый маленький парк в мире, Милл Эндс Парк. В 2006 году в США активно распространялись слухи о якобы реальном наблюдении лепрекона в американском городке Крайтон, штат Алабама (англ. Крайтонский Лепрекон). Эти слухи использовались жителями Крайтона для привлечения туристов.
В 2010 году в Дублине открыт Национальный музей лепреконов.

## В искусстве

### Кинематограф
Существует серия фильмов ужасов, посвященная злому гному Лепрекону:
- Лепрекон (1993), режиссёр Марк Джонс;
- Лепрекон 2: Одна свадьба и много похорон (1994), режиссёр Родман Флэндер;
- Лепрекон 3: Приключения в Лас-Вегасе (1995), режиссёр Брайан Тренхард-Смит;
- Лепрекон 4: В космосе (1997), режиссёр Брайан Тренхард-Смит;
- Лепрекон 5: Сосед (2000), режиссёр Роб Сперра;
- Лепрекон 6: Домой (2003), режиссёр Стивен Айромлуи;
- Лепрекон: Начало (2014), режиссёр Зак Липовски;
- Лепрекон возвращается (2018), режиссёр Стивен Костански.

Главную роль Лепрекона в первых шести фильмах исполнил американский актёр Уорик Дэвис.

### Телевидение
В эпизоде «Золото лепрекона» мультсериала «Экстремальные охотники за привидениями» (21 серия) лепрекон является главным антагонистом.